# 1998 w sztukach plastycznych
Wydarzenia w sztukach plastycznych i wizualnych w 1998 roku.

## Wydarzenia
- W Gdańsku powstało Centrum Sztuki Współczesnej „Łaźnia”[1]
- W Helsinkach otwarto Muzeum Sztuki Współczesnej "Kiasma"[2]
- W Gliwicach otwarto Galerię Sztuki Współczesnej Esta[3]
- W Poznaniu otwarto Galerię Ego[4]
- W Katowicach otwarto Galerię Sektor I
- W dniach 30 września – 30 grudnia odbyło się pierwsze Berlin Biennale
- Pokaz prac video Mariny Abramović Spirit House 20.11.1998–17.01.1999 w Centrum Sztuki Współczesnej Zamek Ujazdowski w Warszawie, kuratorka: Milada Ślizińska

## Malarstwo
- Edward Dwurnik

Z XXIII cyklu "Dwudziesty trzeci"
Brązowe oczy – olej na płótnie, 150×210 cm
Czerwone tulipany – akryl i olej na płótnie, 120×150 cm
Goździki – akryl i olej na płótnie, 150×210 cm
Mohylew nad Dnieprem – olej na płótnie, 140×180 cm
Żółte róże – olej i akryl na płótnie, 150×210 cm
- Paweł Susid

Bez tytułu [Panie oraz wy dziewczęta w toalecie i ubikacji dotykacie się drogich dla nas miejsc] – akryl na płótnie, 39x46 cm

## Rysunek
- Jim Nutt

Whisk – grafit na szarym papierze, 33,3x33,3 cm. Kolekcja Museum of Modern Art.

## Plakat
- Franciszek Starowieyski

plakat wystawy w Galerii Artemis – format B1

## Instalacja
- Tracey Emin

My Bed
- Roxy Paine

Bad Lawn – żywica epoksydowa, PVC, polimer, stal, drewno, lakier, farba olejna, ziemia

## Wideo
- Oskar Dawicki

Telewizor i kawa – VHS, 8 min 29 s, w kolekcji Muzeum Sztuki Nowoczesnej w Warszawie

## Inne
- Piotr Uklański

Naziści

## Nagrody
- Nagroda im. Jana Cybisa – Leon Tarasewicz
- Nagroda Turnera – Chris Ofili[14]
- Nagroda Oskara Kokoschki – Maria Lassnig[15]
- Paszport „Polityki” w kategorii sztuki wizualne – Jarosław Modzelewski[16]
- 16. Międzynarodowe Biennale Plakatu[17]

Złoty medal w kategorii plakatów promujących kulturę – Georg Staehelin
Złoty medal w kategorii plakatów ideowych – Gérard Paris-Clavel
Złoty medal w kategorii plakatów reklamowych – Satoji Kashimoto
Nagroda specjalna Icograda – Ralph Schraivogel
Nagroda honorowa im. Józefa Mroszczaka – Alejandro Magellanes
- Nagroda Krytyki Artystycznej im. Jerzego Stajudy – Józef Chrobak i Marek Świca[18]
- Hugo Boss Prize – Douglas Gordon[19]
- World Press Photo – Hocine[20]

## Zmarli
- 3 kwietnia – Wolf Vostell (ur. 1932), niemiecki rzeźbiarz, malarz, twórca happeningów